# 남궁형
남궁형(南宮炯, 1980년 7월 2일 ~ )은 대한민국의 정치인이다. 제8대 인천광역시의원을 지냈다.

## 학력
- 인천 정석항공고 졸업
- 원광대학교 졸업 학사
- 인천대학교 행정대학원 일반행정학 석사
- 인하대학교 대학원 행정학과 박사과정 제적

## 경력
- 한국평화사회복지연구소 수석연구원
- 전국아파트입주자대표연합회 인천시 사무국장
- 동구행복나눔센터 대표
- 민주당 전국청년위원회 부위원장
- 인천 동구 송림4동 주민자치위원장
- 제19대 대통령선거 더불어민주당 문재인후보 선거대책위원회 미래한국전략특보
- 더불어민주당 중앙당 부대변인
- 원광대학교 초빙교수
- 2018.07 ~ 2022.04: 제8대 인천광역시의회 의원
- 2023.08~: 더불어민주당 정책위원회 부의장

## 역대 선거 결과
|  | 8.57% |

|  | 36.97% |

|  | 62.96% |

|  | 45.05% |